# Dagmar Bunde
Dagmar Bunde (* 1967 in Köln) ist eine deutsche Jazzsängerin und Komponistin.

## Leben
Dagmar Bunde erhielt in ihrer Kindheit Klavier-, Geigen- und Schlagzeugunterricht und musizierte regelmäßig im Kreis ihrer Familie. Mit 16 begann sie in Amateur- und semiprofessionellen Bands zu singen.
Seit 1990 ist sie als professionelle Musikerin tätig. Damals gründete die Sängerin auch das Dagmar Bunde Quartett, zu dem heute die Musiker Thomas Rückert (Piano), Martin Gjakonovski (Kontrabass) und Jonas Burgwinkel (Schlagzeug) gehören.
Ihre Studiengänge zur Diplom-Sängerin sowie zur Staatlich geprüften Musikschullehrerin und selbständigen Musiklehrerin – beide bei Norbert Gottschalk – hat Dagmar Bunde in den 1990er Jahren an der Hochschule für Musik Köln absolviert. Die künstlerische Reifeprüfung schloss sie mit Auszeichnung ab. Zusätzlichen Unterricht sowie Workshops nahm bzw. belegte Bunde unter anderem bei Jay Clayton, Norma Winstone, Greetje Kauffeld, Janice Lakers, Klesie Kelly-Moog und Regina Hömberg. Anfang der Neunziger war sie zudem Mitglied des Bundesjazzorchesters unter Leitung von Peter Herbolzheimer.
Als Solistin arbeitete Dagmar Bunde  mit verschiedenen  Rundfunkorchestern zusammen sowie mit  Künstlern aus unterschiedlichen Musikbereichen, darunter Jiggs Whigham, Bill Motzing, Tony Lakatos, Wolfgang Sauer, Heinz Eckert und Kofi Missah. Zudem begleitete Bunde choristisch die Interpreten Jennifer Rush und Precious Wilson.
Bunde trat  auf dem Jazz-Yatra-Festival in Indien auf, dem Idstein JazzFestival, den Wiehler Jazztagen sowie dem Bundespresseball und dem Opernball.
Heute konzentriert sich Dagmar Bunde ausschließlich auf ihre eigenen Projekte (neben dem Dagmar Bunde Quartett sowohl ein Duo mit Gitarrist Rolf Marx als auch ein Trio mit Pianist Eckhard Radmacher und Piccolo-Bassist Wilhelm Geschwind) und ihre Tätigkeit als Gesangslehrerin auf privater und universitärer Ebene.
Sie lebt in Odenthal bei Köln.

## Preise und Auszeichnungen
- 31. Deutscher Rock & Pop Preis 2013: Beste Jazz-Rock-Sängerin, Beste Jazz-Rock-Band (Dagmar Bunde Quartett),

Bestes Jazz-Rock-Album und Bestes englischsprachige CD-Album des Jahres (beides „My Jazz“).

## Diskografie

### Studioalben
- My Jazz (2010, Eigenvertrieb)